# Giovan Battista Ferraro
Giovan Battista Ferraro ou Giovanni Battista Ferraro  (15?? - 1562) est un écuyer napolitain de la Renaissance qui écrivit un des premiers traités d'équitation des temps modernes, Delle razze, disciplina del cavalcare, e altre cose pertinenti ad essercition cosi fatto.

## Biographie
D’après les écrits de son fils dans la dernière édition de son ouvrage publiée en 1602, Giovan Battista est mort le 25 octobre 1562. Il fut le premier maître d’équitation d’Ottaviano Siliceo, lui-même auteur d’un traité d’équitation. Comme son fils, Pirro Antonio Ferraro,  il fut écuyer du roi Philippe II d'Espagne.

## Traité d'équitation
Le traité de Giovan Battista Ferraro, Delle razze, disciplina del cavalcare, e altre cose pertinenti ad essercition cosi fatto, imprimé à Naples par Matteo Cancer en 1560, est le troisième du genre par ordre chronologique après ceux de Federico Grisone et Cesare Fiaschi. Il fut réimprimé dix ans plus tard, puis de nouveau republié à Naples en 1602, après avoir été revu et avec quelques ajouts, conjointement avec l'ouvrage de son fils, Pirro Antonio.
Cet ouvrage est divisé en quatre livres. Le premier est consacré à l’élevage, de la qualité des pâtures en passant par la sélection des juments et des étalons, jusqu’à la disposition des poulains dans les écuries. Le second porte sur la discipline du cheval, du débourrage  à la technique équestre. Le troisième et le quatrième abordent le traitement des maladies, le troisième portant plus particulièrement sur la médecine préventive et curative et le quatrième sur la chirurgie. Selon Pirro Antonio, ces deux derniers livres ont été publiés anonymement en appendice de certaines éditions du traité de Grisone.
Selon Ferraro, le cheval, au tempérament à la fois chaud et mesuré, est utile à l’homme dans de nombreuses circonstances. Si au niveau technique, le texte n’est pas novateur par rapport aux traités de Grisone et Fiaschi, on peut y découvrir quelques nouveautés. Au niveau de l’élevage, Ferraro affirme que la période favorable à la saillie commence avec la fête de saint Georges le 23 avril «qu'étant le patron des chevaliers, il vaut mieux que ce travail commence le jour qui lui est dédié ». La saison de saillie se termine à la Saint Pierre le 29 juin. Il affirme que la qualité de la semence de l’étalon détermine le sexe du poulain. Si elle est viciée, elle produit un mâle, tandis que si elle est fluide et froide, elle produit une femelle. Il recommande que l’étalon ne s’accouple pas plus de deux fois par jour à la même jument.
Il caractérise le bon cheval par similitude avec d’autres animaux : « il doit avoir la poitrine, le dos et la vivacité du lion ; le corps, les articulations et les yeux du bœuf ; la bouche, la rapidité et les oreilles du renard ; l’âpreté et la grosseur du cochon, sans lesquels la chaleur naturelle est difficile à supporter, et finalement je souhaite qu’il imite la démarche de la femme avec sa détermination et sa grâce, levant son pied tel le coq quand il marche, avec une apparence joyeuse et plaisante. »
Il développe, comme d’autres auteurs de l’époque, la théorie des humeurs basée sur la nourriture et la boisson, même s’il ne l’explique pas aussi clairement et abondamment que Claudio Corte.
Il est contre l’emploi du « juge » lors du débourrage, poteau qui était utilisé dans certaines régions italiennes, notamment en Toscane et dans le Latium, et qui peut être considéré comme un ancêtre du pilier. Installé au centre d’un rond, il est employé pour passer un licol au poulain pour la première fois. Il suggère qu'il soit plutôt tenu en main, à l’arrêt, puis incité doucement à s’abandonner. Pour faire encore mieux, il préconise de l’arrêter puis le laisser aller au bout d’une longue corde afin qu’il s’habitue peu à peu à céder. Le débourrage doit être confié à un bon cavalier qui, au départ, se fera aider par un homme à terre qui doit être qualifié et non pas choisi au hasard dans l’écurie. La première chose que le poulain doit apprendre est d’avancer.
Ferraro a une approche éloignée des méthodes brusques de Grisone. Il estime que s’il est préparé et dressé correctement, sans employer la violence ou tout moyen excessif, le cheval vivra plus longtemps et sera plus apte à tout type d’utilisation.
Enfin, il décrit les « airs de fantaisie » comme la ciambetta connue aujourd’hui sous le nom de pas espagnol, ou le cheval conduit avec les rênes posées sur le pommeau, comme le font les Espagnols et les Portugais de nos jours lors des courses de taureaux.